# Urtica leptophylla
Urtica leptophylla är en nässelväxtart som beskrevs av Carl Sigismund Kunth. Urtica leptophylla ingår i släktet nässlor, och familjen nässelväxter. Inga underarter finns listade i Catalogue of Life.